# 羅南新村駅
座標: 北緯31度23分26秒 東経121度21分20秒 / 北緯31.39056度 東経121.35556度
羅南新村駅（らなんしんそん-えき）は、中華人民共和国上海市宝山区に位置する上海地下鉄7号線の駅である。

## 駅構造
- 相対式ホーム2面2線を有する高架駅。

## 歴史
- 2010年12月28日 - 開業。

## 隣の駅
上海軌道交通
■7号線
美蘭湖駅 - 羅南新村駅 - 潘広路駅